# Nolandiagram

Nolandiagram

Het nolandiagram is een politiek schema dat is opgesteld door de Amerikaanse libertarische activist David Nolan. Het schema vervangt de gebruikelijke links-rechts-indeling door één waarin de partijen ingedeeld worden naar de twee aspecten die Nolan onderscheidt in de libertarische definitie van politieke vrijheid, economische en persoonlijke vrijheid.
Het nolandiagram wordt op sommige Amerikaanse middelbare scholen onderwezen, maar vindt buiten libertarische kringen verder nauwelijks aftrek omdat het te partijdig is, omdat het vrijheid gelijkstelt met het libertarische ideaal van negatieve vrijheid, en omdat Nolan het onderscheid tussen "economische" en "persoonlijke" vrijheid nooit helder gedefinieerd heeft.

## Geschiedenis
Hoewel de precieze oorsprong onduidelijk is wordt het diagram en het begrip vaak toegeschreven aan David Nolan. Een soortgelijke tweedimensionale kaart verscheen in 1970 in de De Floodgates van Anarchy.
David Nolan publiceerde het diagram voor het eerst in het artikel The Case for a Libertarian Political Party in The Individualist. In 1971 zou hij zijn medewerking gaan verlenen aan de groep die later de Libertarische Partij zou vormen.

## Standpunten
In tegenstelling tot het traditionele onderscheid tussen links en rechts en andere politieke taxonomieën heeft het nolandiagram twee dimensies. De horizontale as geeft de economische vrijheid aan en de verticale as de persoonlijke vrijheid. Er zijn vier kwadranten die elk een deel van het politieke spectrum beschrijven.
In de linkerbovenhoek staat “traditioneel links”. Politici in dit kwadrant pleiten voor meer overheidsuitgaven op gebieden als de verzorgingsstaat, gezondheidszorg, onderwijs en kunst en voor meer barrières op het gebied van vrijhandel (Nolan noemt dit “weinig vrijheid op economisch gebied”); maar aan de andere kant voor een liberaal beleid op het gebied van abortus en homoseksualiteit (wat Nolan “veel vrijheid op persoonlijk gebied” noemt).
In de rechterbenedenhoek staat het tegenovergestelde, “traditioneel rechts”. Politici in dit kwadrant willen lagere belastingen, maar zijn wel voor overheidsbemoeienis als het gaat om persoonlijke zaken.
Rechtsboven staat Nolans eigen ideologie, het libertarisme, die zowel voor economische als persoonlijke vrijheid pleit.
Linksonder staan de ideologieën die zowel weinig persoonlijke als weinig economische vrijheden voor staan, zoals het communisme en het fascisme. Nolan noemde dit zelf het “populisme”, maar later werden meer de termen autoritarisme en totalitarisme gebruikt.